# Umwelt (Soziale Arbeit)
Umwelt in der Sozialen Arbeit beschreibt Bedingfaktoren und Einflussgrößen in einem sozialpädagogischen Prozess, die nicht Teil dieses Prozesses sind, diesen aber beeinflussen. Sie unterscheidet sich damit völlig vom allgemeinen Umweltbegriff aus der Ökologie. Zu trennen ist der Begriff auch vom sozialen Umfeld, welches in der Soziologie und in der Sozialen Arbeit Systeme beschreibt, die von außen auf einen Klienten bzw. auf ein Individuum (Soziologie) wirken oder es extrinsisch beeinflussen. Dieser Begriff ist nah an dem Begriff der sozialen Umwelt oder Klientenumwelt. Das ist eine Dimension der Umwelt in der Sozialen Arbeit. Die zweite Dimension betrifft die Arbeitsumwelt des Sozialtätigen (Sozialarbeiter, Sozialpädagoge, Sozialanimateur, andere Sozialtätige).
Umwelt innerhalb der Sozialen Arbeit kann also aus zwei Perspektiven betrachtet werden.
Beide Umweltbegriffe werden in den Theorien und in der Praxis der sozialen Arbeit aufgegriffen.

## Umwelt in den Sozialarbeitstheorien

### Umweltbegriff bei Vaterfiguren der Sozialarbeitswissenschaft
Jean-Jacques Rousseau vertrat schon in Émile die Meinung, dass der Mensch von Grund auf gut sei und die Umwelt und ihre Institutionen ihn erst schlecht machten. Daraus entstand der bis heute andauernde Anlage-Umwelt-Diskurs fast aller Sozialwissenschaften, der von den Sozialarbeitstheoretikern allerdings bisher nicht als Fragestellung aufgegriffen wurde.
Sie begreifen Umwelt immer in den zwei Dimensionen Arbeitsumwelt und Klientenumwelt. Zwischen beiden gibt es auch Schnittmengen.
Hans Thiersch sieht die Umwelt im Zusammenhang seiner Theorie der Lebensweltorientierung primär im Sinne einer Klientenumwelt, an die sich die Arbeitsumwelt der Sozialen Praxis annähern muss. Ziel sozialpädagogischer Arbeit ist nach Thiersch nicht der gelungene, sondern der gelingendere Alltag, da Aussagen über die alltägliche Praxis, die sich aus der Dialektik von Erfüllung und Perspektive ergeben, nur relativ und nicht absolut sein können. Ein gelingenderer Alltag ist für ihn Aufgabe; ein gelungener Alltag Vollendung. In diesem Kontext begreift er auch Umwelt. Jenö Bango greift diesen Ansatz auf und deutet Lebenswelt aber systemisch bezogen auf Luhmann. So sieht er die Klientenumwelt zwischen einem Lebensraum der Fixierung und Mobilität. Er sieht einen Doppelcharakter des Menschen darin, seine Umwelt zum einen als private Sphäre zu erhalten, zum anderen die Klientenumwelt durch Teilhabe am öffentlichen und sozialen Leben zu bereichern. Er betrachtet die Sozialarbeit als Lebensraum-orientiert.
Jenö Bengo sieht Familie, Gruppe und Gemeinde/Quartier in den Lebensraum des Klienten mit einbezogen. Die Arbeitsumwelt und Klientenumwelt (ist bei ihm gleich Lebensraum) müssen für ihn in die Soziale Praxis integriert werden. Rein personenzentrierten Ansätzen weist er wenig Effizienz zu. Dies steht oberflächlich im Widerspruch zu Ansätzen der Klientenzentrierung und Teilnehmerorientierung. Doch ist dieser Widerspruch nur scheinbar, denn auch diese Methoden nehmen die Umwelt und den Lebensraum in den Blick.

#### Ökosoziale Theorien und der zentrale Umweltbegriff
Wolf Rainer Wendt vermischt den ökologischen Umweltbegriff mit dem der Sozialen Arbeit, da er die Relevanz eines Ökologiemodells für die Sozialarbeit sieht. Er stellt gerade die Mensch-Mensch-Beziehung und die Mensch-Umwelt-Beziehung in seinen Praxismittelpunkt.
Dabei fasst er Umwelt als Klientenumwelt und ökologische Umwelt auf. Die Arbeitsumwelt bekommt nicht nur bei ihm u. a. auch als Setting zum Tragen. Doch fasst er sie auch weiter durch einen ökonomischen Ressourcenansatz, den er in seine ökosoziale Sicht integriert.
Silvia Staub-Bernasconi erweitert diese Sicht von Wendt noch systemisch, da sie die Umwelt in beiden Dimensionen in eine Zeitkomponente und eine Raumkomponente gebunden weiß.

## Umwelt in der Sozialen Praxis
In der Sozialen Praxis von Einzelfallhilfe, Gemeinwesenarbeit und Sozialer Gruppenarbeit, ergänzt durch die neuen Fachsozialarbeiten, welche als Sparten und Einzeldisziplinen der Sozialen Arbeit begriffen werden können, z. B. Erwachsenenbildung, Gesundheitsförderung, klinische Sozialarbeit usw., rückt der Umweltbegriff in sehr konkret praktische Themen: Es geht beim Arbeitsumweltbegriff, um Arbeitsatmosphäre, Beratungssituation, Gruppenklima, Setting und weitere Einflussgrößen.
Der Einsatz von Medien spielt bei der in diesem Sinne aufgefassten Umweltgestaltung durch den Sozialarbeiter genauso eine Rolle, wie die Visualisierung von Inhalten oder dass Störfaktoren in den Blick des jeweiligen Prozesses gerückt werden und so weit wie möglich entweder im Vorfeld ausgeschlossen werden oder in den Prozess einbezogen und behandelt werden.
In der Sozialen Praxis wird die Klientenumwelt durch Ansätze wie der Sozialraumgestaltung, Schulsozialarbeit, Paarberatung, Problemfeldanalyse, Milieubetrachtung in der Sozialplanung in den Blick genommen.
Mit der Gestaltung der Umwelt befasst sich die Methodik. Umwelt ist in der TZI als spezielle Methodik meist dem Globe zugeordnet, wo sie auf beide Dimensionen des Begriffes bezogen ist. Die Arbeits- und auch die Klientenumwelt wird in die fachliche Reflexion professionellen Sozialen Handelns immer mit einbezogen.